# Oul lui Columb

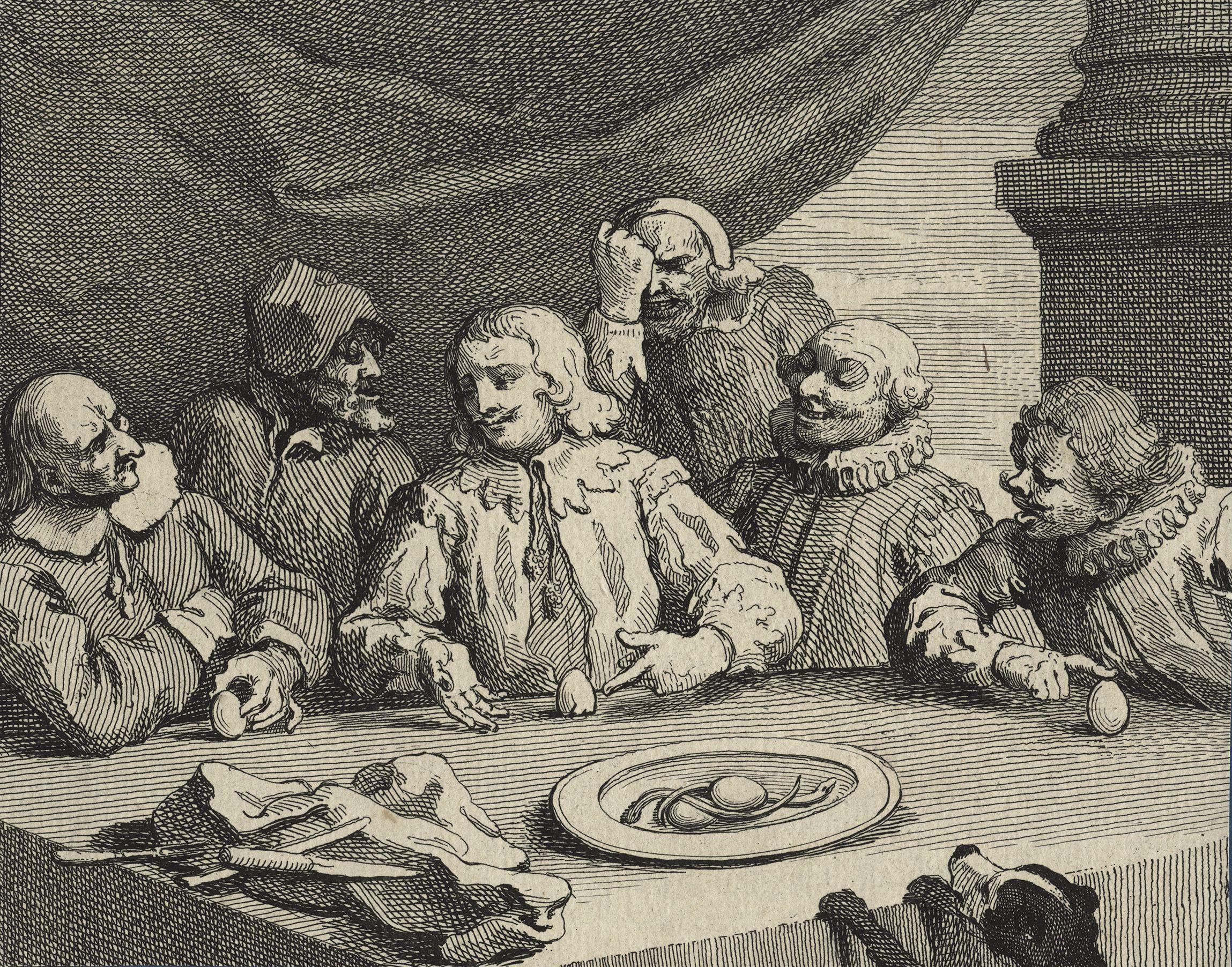
Columb spărgând oul de William Hogarth

Oul lui Columb se referă la o descoperire sau idee genială care pare a fi simplă după înfăptuire. Expresia provine dintr-o poveste populară în care criticii lui Columb nu considerau descoperirea Americii un lucru complicat, odată ce aceasta exista.

## Povestea
Această anecdotă apare pentru prima dată în cartea Istoria Lumii Noi publicată în 1565 de Girlamo Benzoni.
„După descoperirea Americii în 1492 și întoarcerea lui Columb în Spania, gloria sa a atras invidia multora, deoarece aceștia considerau că o dată ce Lumea Nouă exista nu trebuia decât să te îndrepți într-acolo.

Pentru a-l umili, un nobil spaniol îl invită într-o zi la un ospăț, unde pe lângă mâncărurile și vinurile bune, i s-au servit și vorbe rele. Oprindu-se un moment și luând un ou de pe masă, i-a întrebat dacă îl pot așeza drept într-unul din vârfuri. După multe încercări sortite eșecului, Columb le exemplifică soluția.
Luând oul și lovindu-l puțin de masă ca să-l aplatizeze, îl așează vertical în poziție de echilibru.  Această soluție simplă naște indignările acelor nobili spanioli, care exclamau: „Asta știam și noi !”.
Columb răspunse râzând: "Trebuia numai să vă vină în gând. Atât."”